# Thymallus mertensii
Thymallus mertensii är en fiskart som beskrevs av Valenciennes, 1848. Thymallus mertensii ingår i släktet Thymallus och familjen laxfiskar. Inga underarter finns listade i Catalogue of Life.